# Кукиш

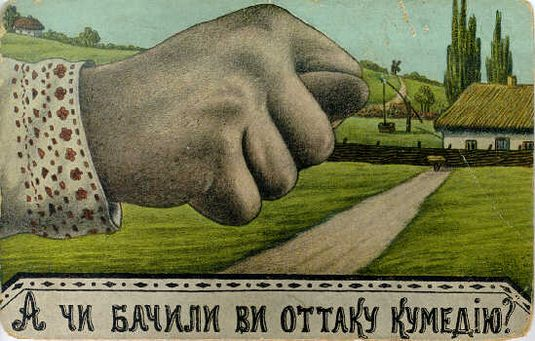
Классический «шиш» («кукиш», «дуля», «фига»). Украинская открытка 1900-х годов

Ку́киш (шиш, фига, дуля) — кулак с большим пальцем, просунутым между указательным и средним, как грубый жест, обозначающий насмешку, презрение и желание унизить противника. Демонстрация кукиша также является традиционной формой выражения отказа в грубой форме.

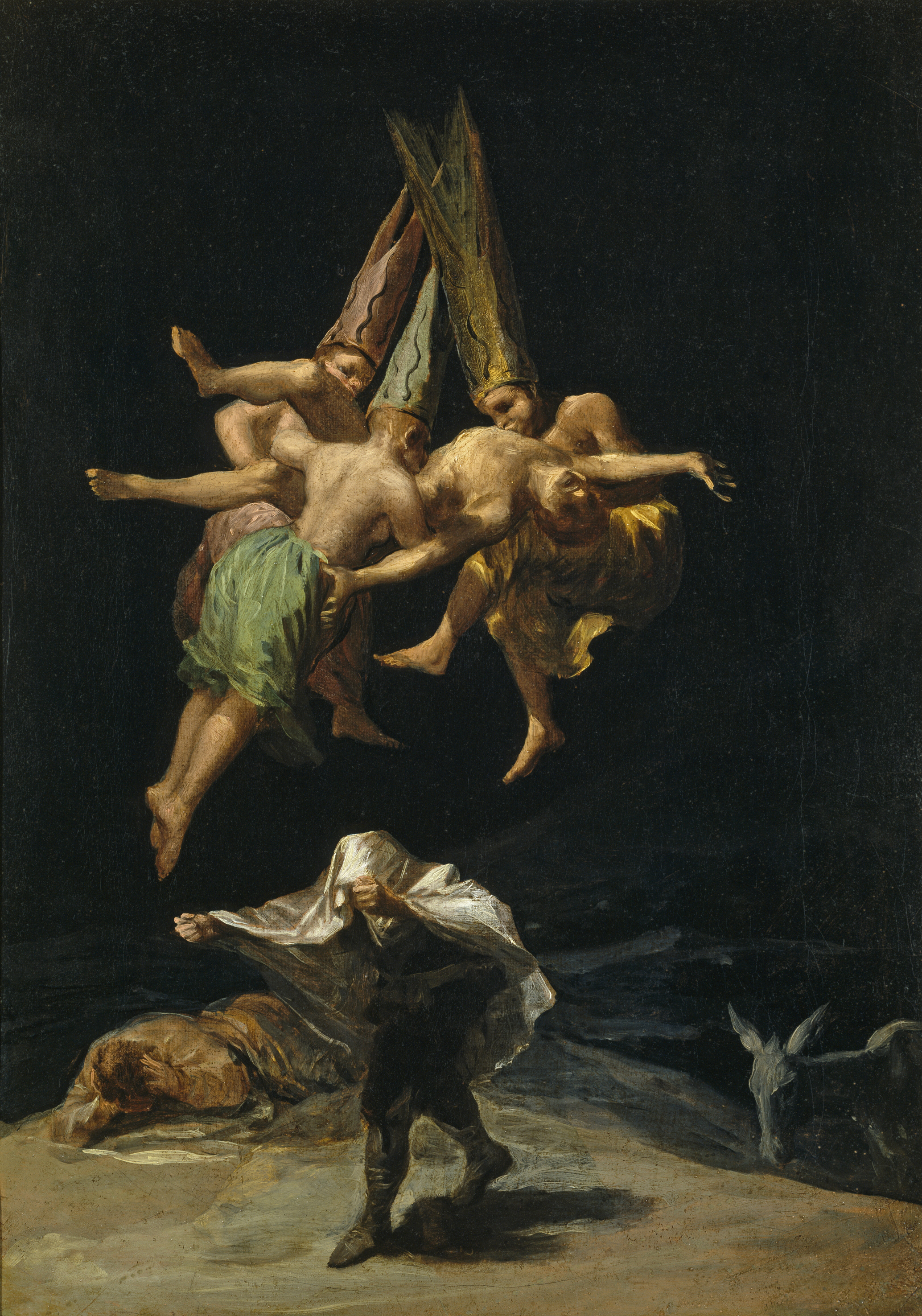
Гойя, Полёт ведьм. Мужчина внизу складывает из пальцев кукиш в качестве охранительного жеста

Кукиш — жест, изначально символизирующий коитус и имеющий таким образом обсценную семантику. 
Этот жест употреблялся в древности на Руси как защитный от опасности, сглаза и для отпугивания нечистой силы (см. апотропеическая магия). 
В русскоязычных письменных источниках слово «кукиш» для обозначения соответствующего жеста используется по крайней мере с 1695 года.
Жест использовался древними римлянами как фаллический символ и в этом качестве применялся для создания амулетов.

## Происхождение слов «шиш», «кукиш», «фига»
В белорусском, русском и украинском языках для обозначения данного жеста преимущественно использовались термины кукиш, шиш, которые с 17 века частично заменил условно нейтральный галлицизм «фига». Согласно этимологу П. Я. Черных, слово «фига» попало в славянские языки через французский, ср. франц. (с XIII века) faire la figue à — «издеваться над кем-л.», восходящее к средневек. ит. far la fica — «делать, показывать кукиш». В ср.-итальянском языке это выражение (может быть, вследствие контаминации с ficcare — «втыкать», «вгонять», «всовывать») получило непристойно-вульгарный смысл.
В Европу слово фига, вероятно, пришло из Италии. Там этот жест, известный как итал. fica in mano («фига в руке») или итал. far le fiche («сделать фигу»), в прошлые века был распространённым и очень грубым жестом, схожим с выставлением среднего пальца, но к настоящему времени практически вышел из употребления. Упоминание о складывании пальцев в фигу можно найти в «Божественной комедии» Данте (Ад, Песнь XXV), и он обычно представлен в средневековых картинах с изображением Мужа Скорби. Тот же жест теперь используется в шутку с детьми, но представляет собой кражу носа и не имеет оскорбительного или интимного значения.

## Значение в других странах
Этот жест в Китае, Корее и Японии имеет крайне неприличное значение и выступает как фаллический символ. Жест является полным аналогом западного «собрата» — среднего пальца.
Во многих арабских странах означает сексуальное оскорбление.

## Пословицы и поговорки
Слово «шиш» и его аналоги включены в ряд широко употребимых русских поговорок, например:
- О бедности: «Шиш в кармане и вошь на аркане»;
- О коварстве или лицемерии: «Держать в кармане фигу»;
- О невежестве: «Смотрит в книгу — видит фигу» и т. п.